# استراتيجيات هجومية في الحرب التسويقية
استراتيجيات هجومية في الحرب التسويقية تعتبر إستراتيجيات الحرب التسويقية  في مجال التسويق والإدارة الإستراتيجية، نوعًا من إستراتيجيات التسويق التي تستخدم تعبيرًا مجازيًا عسكريًا لصياغة إستراتيجية أعمال. للحصول على لمحةٍ عامة وخلفيةٍ عن الموضوع، راجع إستراتيجيات الحرب التسويقية، فهي نوع من إستراتيجيات الحرب التسويقية يتم ابتكارها بغرض اقتناص حصّةٍ من السوق من منافسٍ بعينه. وعلاوةً على زيادة الحصة من السوق، يمكن وضع إستراتيجيةٍ هجومية للفوز بعملاءٍ مهمين أو قطاعات من السوق ذات هوامش ربحٍ عاليةٍ أو تتميز بولاء عملائها.

## المبادئ الأساسية
هناك ثلاثة مبادئ أساسية لهذه الإستراتيجيات:
1. اعمل على تقييم قوة المنافس المستهدف. ضع في حساباتك مقدار الدعم الذي قد يحشده المنافس المستهدف من الحلفاء. اختر هدفًا واحدًا فقط في كل مرةٍ على حدة.

## سمات الإستراتيجيات الهجومية
1. تهدف الأنشطة إلى اجتذاب وكسب عملاء جدد
2. الاعتماد على القدرات الذاتية لاكتساب عميل جديد، والحصول على مزيد من العملاء وتشجيع التحول إلى استخدام علامتك التجارية وزيادة وتيرة الشراء
3. الهدف الرئيسي هو المبيعات وحصة السوق، علاوة على التوسع في ما تعرضه المؤسسة 
4. تتناسب هذه الإستراتيجيات في الغالب مع السوق القابل للنمو مع تغيير متكرر في خط المنتجات
5. يتم تنفيذ الهجمات التسويقية باستخدام عروض الأسعار الترويجية أو الإعلانات وتقديم ضمانات وطرح منتجات جديدة

## أنواع الإستراتيجيات الهجومية
الأنواع الرئيسية للإستراتيجيات الهجومية في الحرب التسويقية هي:
- هجوم من المركز - ويكون ذلك هجومًا مباشرًا وجهًا لوجه. وهو يتضمن عادةً تعبئة كل مواردك بما في ذلك التزاماتك المالية الأساسية. ويتعين على جميع أقسام الشركة إعداد العدة للهجوم بدءًا من التسويق إلى الإنتاج. وعادةً ما يتضمن ذلك هجماتٍ إعلانية مكثفة، وكثيرًا ما يستلزم تطوير منتج جديد قادر على مهاجمة خط منتجات المنافسين المستهدفين عند أقوى أجزائه. كما يتضمن في كثيرٍ من الأحيان محاولة «تحرير» جزءٍ لا بأس به من قاعدة عملاء المنافس المستهدف. وعلى أرض الواقع، نادرًا ما يتم استخدام الهجمات المباشرة. وهناك سببان لذلك: أولاً: لأنها مكلفة؛ حيث يتم استخدام الكثير من الموارد القيمة وقد تتم خسارتها في الهجوم. ثانيًا: غالبًا ما تكون الهجمات المباشرة غير ناجحة؛ لأنه إذا تمكن المُدافع (عند العميل المستهدف) من إعادة توزيع موارده في الوقت المناسب فسوف تضيع الميزة الإستراتيجية للمهاجم. ويصبح المهاجم في مواجهةٍ مع قوةٍ بدلاً من ضعف. وهناك أمثلة كثيرة (في كلا من مجالي الأعمال والحرب) على تخصيص مدافعين لهم القدرة على صد مهاجمين أكبر منهم. ومع ذلك، فهذه الإستراتيجية مناسبة في الحالات التالية:
  - السوق المتجانسة نسبيًا
  - انخفاض سهم العلامة التجارية
  - ضعف ولاء العملاء
  - سوء تمايز المنتجات
  - محدودية موارد المنافس المستهدف نسبيًا
  - قوة موارد المهاجم نسبيًا
- تكتيك الكماشة (ويسمى أيضًا إستراتيجية التطويق) - تشمل هذه الإستراتيجية نطاقًا أوسع بكثير لكنها إستراتيجية متقنة الهجوم. وفيها يتم تطويق المنافس المستهدف. ويمكن تحقيق ذلك من خلال طريقتين؛ إما بتقديم مجموعة منتجاتٍ مشابهة للمنتَج المستهدف. فيحرر كل منتَجٍ جزءًا من حصة السوق من منتجات المنافس المستهدَف، فتتركه ضعيفًا واهن العزيمة محاصرًا. والطريقة الثانية أن يتم تنفيذ تلك الإستراتيجية خلسة، وعندها يمكن تجنب المواجهة الشاملة. بالإضافة إلى ذلك، يمكن تطويق أسواقٍ متخصصة بدلاً من تطويق المنتجات؛ حيث يعمل المهاجم على توسيع الأسواق المتخصصة التي تحيط بسوق المنافس المستهدف وتخترقه. حيث يحرر هذا الاختراق حصةً من السوق من سيطرة الهدف. وإستراتيجية التطويق مناسبة في الحالات التالية:
  - السوق المُجزأ على نحوٍ غير دقيق
  - حين تكون بعض قطاعات السوق خالية نسبيًا من المنافسين ذوى المراكز المالية الجيدة
  - أن يكون للمهاجم موارد قوية لتنمية المنتج
  - أن يكون للمهاجم ما يكفي من الموارد للعمل في قطاعاتٍ متعددة في وقتٍ واحد
  - أن يكون للمهاجم بنيةً تنظيمية لا مركزية
- إستراتيجية الوثب، وتشمل هذه الإستراتيجية التقدم بثباتٍ لتجاوز قوات العدو تمامًا. وعلى الساحة التجارية؛ ينطوي ذلك على تطوير تكنولوجياتٍ جديدة أو خلق نماذج أعمالٍ جديدة؛ وهي إستراتيجيةٌ ثورية تعيد كتابة قواعد اللعبة. فمثلاً: أدى الإعلان عن تكنولوجيا القرص المضغوط إلى تجاوز المنافسين الراسخين في السوق الذين كانت تقوم أعمالهم على إنتاج الشريط المغناطيسي. ففاز المهاجمون بالحرب دون معركةٍ مكلفة واحدة. وللعلم فإن هذه الإستراتيجية فعالة جدًا إذا أمكن تحقيقها.
- مهاجمة الجناحين - تم تصميم هذه الإستراتيجية للضغط على جناحي جبهة العدو حتى يتحرك جناحيه إلى الداخل. فيكون بإمكانك تحقيق مكاسب بينما تكون جبهة العدو في حالة من الفوضى. وبالقيام بذلك، يمكنك تجنب المواجهة وجهًا لوجهٍ مع القوة الرئيسية. (راجع الإستراتيجيات الجناحية في الحرب التسويقية )

## الإستراتيجيات الهجومية لـ«سون تيز»
إستراتيجية الهجوم العلني
1.توجيه ضربةٍ قاضية لمنافس في الأعمال للاستيلاء على شركته
2.توجيه ضربةٍ قاضية لمنتَجٍ منافس للاستحواذ على حصته في السوق
إستراتيجية الهجوم السري (في الخفاء)
1.كن بعيدًا عن الأنظار لأقصى مدى ممكن بينما تنفذ التحركات الهجومية
على سبيل المثال:إستراتيجية بيبسي للهجوم على كوكاكولا في الصين تتضمن اختيار مواقع لمحطات التعبئة لها في المحافظات الداخلية

## أبعاد الإستراتيجيات الهجومية
| الأبعاد | البنود |
| --- | --- |
| برنامج جذب العملاء: يتضمن أنشطة تركز في المقام الأول على جذب واكتساب عملاءٍ جدد. وتشمل هذه الأنشطة الجودة والضمان والدعاية                                         | • نحن نقدم ضمانًا بتوفير خدمة جيدة على المنتجات والخدمات • منتجاتنا ذات جودةٍ أعلى من المنافسين • نقدم إعلانات مبتكرة تمامًا لاجتذاب الزبائن • ننفق على الإعلان أكثر من منافسٍ عادي • نصمم حملاتٍ ترويجية نشطة لاجتذاب العملاء. ننفق على الدعاية والترويج أكثر من المنافس العادي • أسعارنا أكثر تنافسية من الآخرين |
| توجيه المنافس: يفهم البائع نقاط القوة والضعف على المدى القصير والقدرات والإستراتيجيات على المدى الطويل لكل من المنافسين الرئيسيين الحاليين والمحتملين على حدٍ سواء | • نستجيب بسرعة لتحركات المنافسين • نتشارك مع موظفي المبيعات لدينا المعلومات عن المنافسين • تناقش إدارتنا العليا إستراتيجيات المنافسين؛ ونحن قادرون على توقع الأحداث والعمل على الاتجاه المستقبلي بسرعة. • نتحين الفرص للتفوق على المنافس                                                                      |